# Eiffage
Eiffage é uma empresa francesa de construção.

## História
A empresa foi constituída em 1992, como resultado da fusão de várias empresas:  Fougerolle (criada em 1844), Quillery (criada em 1863), Beugnet (criada em 1871) e La Société Auxiliaire d'Enterprises Électriques et de Travaux Public, mais conhecida por SAE (fundada em 1924).

## Principais projectos
Entre os projectos mais recentes que envolveram a Eiffage destacam-se o Túnel da Mancha, concluído em 1994, o Metropolitano de Copenhaga concluído em 2002, o Viaduto de Millau inaugurado em 2004 e a linha férrea de alta velocidade Perpignan-Figueres, concluída em 2009.